# Вандышев, Павел Евгеньевич
Вандышев Павел Евгеньевич (род. 29 сентября 1982 года, пос. Старая Купавна, Ногинский район, Московская область) — генеральный директор ООО «ФОРТ», топ-менеджер НИИ эпидемиологии и микробиологии имени Н. Ф. Гамалеи. Разработчик первой массово применяемой четырехвалентной вакцины против гриппа «Ультрикс Квадри». Почётный гражданин Рязанской области.

## Биография
Павел Евгеньевич Вандышев родился 29 сентября 1982 года в посёлке Старая Купавна Ногинского района Московской области.
После окончания школы поступил в Российский химико-технологический университет имени Д. И. Менделеева, который окончил в 2005 году и начал работать на ОАО «Акрихин» в должности мастера участка производства лекарственных средств.
В 2008 году окончил Государственный университет управления по специальности «стратегический менеджмент». В 2013 году назначен на должность директора производственного комплекса ООО «ФОРТ» в Рязанской области.
С 2013 года работал в ООО "ФОРТ. В 2019 году назначен на должность Генерального директора ООО «ФОРТ». В период 2019—2020 годов осуществлена разработка и запуск в промышленное производство современной четырехвалентной вакцины «Ультрикс Квадри», увеличен объем выпуска противогриппозных вакцин.
Под руководством П. Е. Вандышева компания ООО «Форт» стала компанией-лидером в области производства противогриппозных вакцин, вошла в 20 лучших фармкомпаний России по версии Forbes. По итогам 2020 года выручка компании составила более 9,6 млрд, руб., чистая прибыль — 2,8 млрд руб..
В 2021 году окончил аспирантуру по специальности «зоотехния, разведение и биотехнология животных» Рязанского государственного агротехнологического университета им. П. А. Костычева.
В 2021 году назначен на должность заместителя директора по развитию инфраструктуры НИИ эпидемиологии и микробиологии им Н. Ф. Гамалеи. Является разработчиком противогриппозной вакцины «Ультрикс Квадри», за что был награждён премией имени академика В. Ф. Уткина[уточнить]. Осуществляет информирование населения в области эффективности применения вакцин. Сторонник мер специфической профилактики гриппа.
Осуществляет преподавательскую деятельность (Рязанский медицинский университет, Российский химико-технологический университет имени Д. И. Менделеева). Ведёт научную деятельность: осуществил широкомасштабные исследовании в области использования куриных эмбрионов для производства противогриппозных вакцин, определение параметров и повышение эффективности их применения. Экспериментально доказал преимущества использования[уточнить] отечественного кросса Родонит-3, публикуется в научных журналах.
В 2024 году защитил диссертацию на соискание учёной степени кандидата сельскохозяйственных наук на тему: «Повышение эффективности использования куриных эмбрионов яичных кроссов при производстве противогриппозных вакцин».
С 2024 года исполняет обязанности зав. кафедрой технологии химико-фармацевтических и косметических средств РХТУ имени Д. И. Менделеева, доцент.

## Общественная работа
- Советник Губернатора Рязанской области с 2017 года по 2021 год.
- Член наблюдательного совета Фонда развития промышленности Рязанской области.

## Награды
- Знак Губернатора Рязанской области «За усердие» (2015).
- Памятная медаль «80-летие Рязанской области» (2016).
- Лауреат премии академика В. Ф. Уткина[уточнить] за разработку и производство четырехвалентной вакцины «Ультрикс Квадри» (2019)[17].
- Грамота Министерства Промышленности РФ (2019).
- Занесён на доску почета Рязанской области (2020).

В декабре 2021 года за выдающиеся достижения в области развития промышленного потенциала Рязанской области и развития нового направления — производство иммунобиологических препаратов — вакцин присвоено звание «Почетный гражданин Рязанской области».